# Prințul Eugén, Duce de Närke
Prințul Eugén (n. 1 august 1865, Palatul Drottningholm - d. 17 august 1947, Stockholm; adevăratul nume fiind Eugen Napoleon Nikolaus) a fost cel mai tânăr fiu al regelui suedez Oscar al II-lea al Suediei și a soției sale Sofia de Nassau. El a fost duce de Närke și s-a dedicat în mod deosebit picturii.

## Viața
Prințul Eugén a studiat pictura la Wilhelm von Gegerfeld din 1885 până în 1886 și Puvis de Chavannes în Paris din 1887 până în 1889. S-a dedicat în special picturii peisagiste, fiind unul dintre cei mai renumiți peisagiști din generația sa, multe din picturi aflându-se în Waldemarsudde. Motivele lucrărilor sale au fost la început peisaje rurale din Södermanland și Stockholms. Cunoscute sunt picturile altarului bisericii Kiruna și frescele primăriei din Stockholm.
În 1905 el cumpără vila Waldemarsudde din peninsula Djurgården, pe care o amenajează cu ajutorul arhitectului Ferdinand Boberg în stil Art Nouveau. În anul 1947, anul morții lui, lasă vila și colecția de lucrări statului suedez. Astăzi vila este muzeu, cu o vastă colecție de lucrări a picturii suedeze din secolul 19. și 20.